# 1-а Кам'янка
1-а Кам'янка (рос. 1-я Каменка) — присілок в Тимському районі Курської області Російської Федерації.
Населення становить 13 осіб. Входить до складу муніципального утворення Вигорновська сільрада.

## Історія
Населений пункт розташований на території українського етнічного та культурного краю Східна Слобожанщина.
Від 2004 року входить до складу муніципального утворення Вигорновська сільрада.

## Населення
| 2002 | 2010 |
| ---- | ---- |
| 22   | ↘13  |